# Jacqueline Simoneau
Pour les articles homonymes, voir Simoneau.
Jacqueline Simoneau (née le 29 septembre 1996 à Montréal) est une nageuse canadienne de natation synchronisée. Elle débute la nage synchronisée dès l’âge de 8 ans puis par la suite rejoint le  club Dollard des Ormeaux Synchro (DDO). Elle participe à des compétitions au niveau national dans la catégorie junior et ensuite senior.
Au niveau international, elle débute dans les épreuves par équipes aux Championnats du monde de natation 2013.
En 2015, elle remporte la médaille d'or avec Karine Thomas aux Jeux panaméricains à Toronto, obtenant ainsi sa qualification pour les Jeux olympiques de Rio de 2016. À Rio, le duo termine septième. Lors des jeux panaméricains de 2019 qui se déroulaient dans la ville de Lima au Pérou, Jacqueline Simoneau et sa coéquipière, Claudia Holzner, remportent la médaille d'or en duo. De plus, elle remporte une seconde médaille d'or lors de l'épreuve en équipe.

## Palmarès

### Championnats du monde
- Championnats du monde 2024 à Doha :
  -  Médaille d'or en solo libre
  -  Médaille d'argent en solo technique

### Jeux panaméricains
- Jeux panaméricains 2015 à Toronto :
  -  Médaille d'or en duo avec Karine Thomas
  -  Médaille d'or par équipes
- Jeux panaméricains 2019 à Lima :
  -  Médaille d'or en duo avec Claudia Holzner
  -  Médaille d'or par équipes